# Rheydt Hauptbahnhof

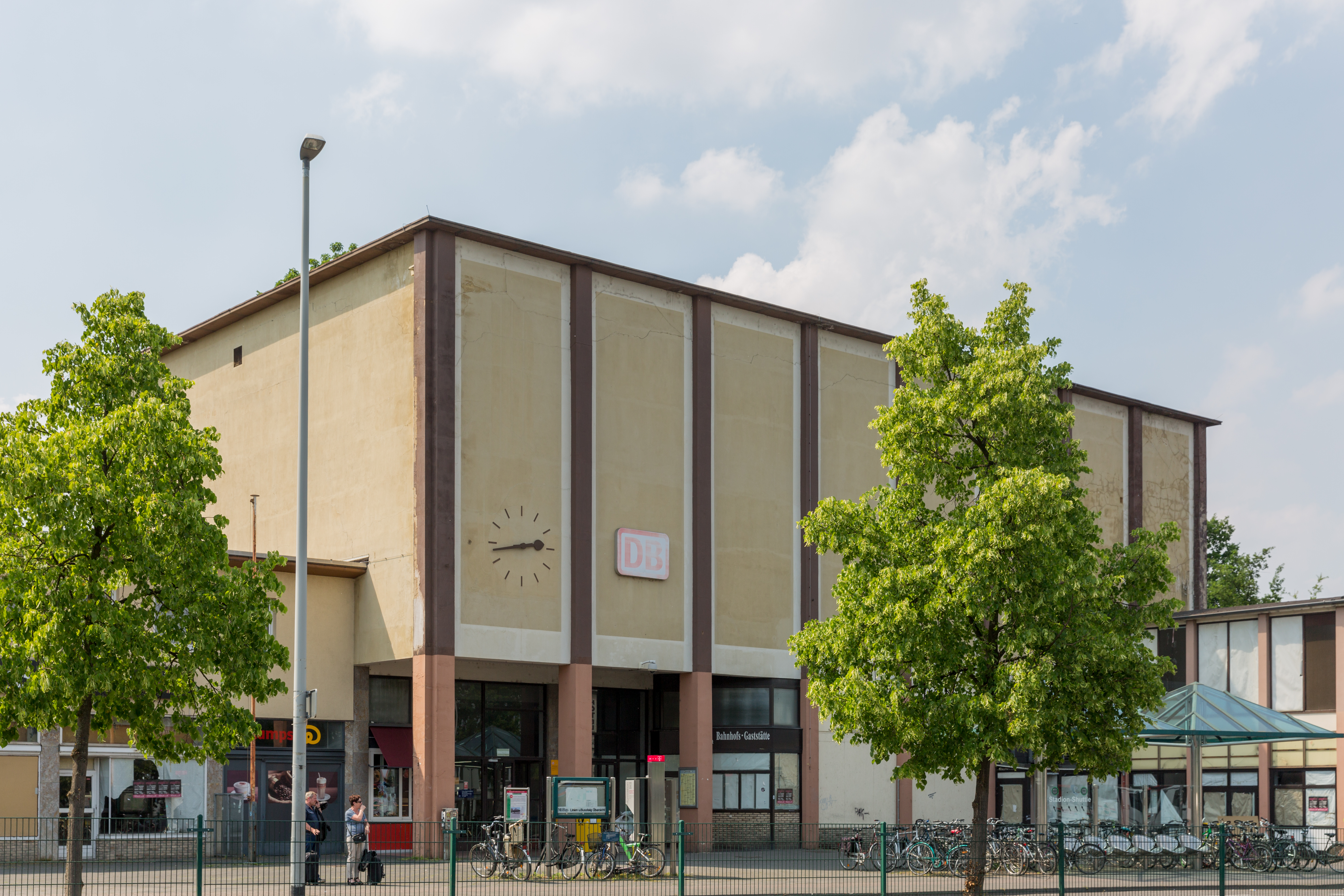
Empfangsgebäude von 1952–2021

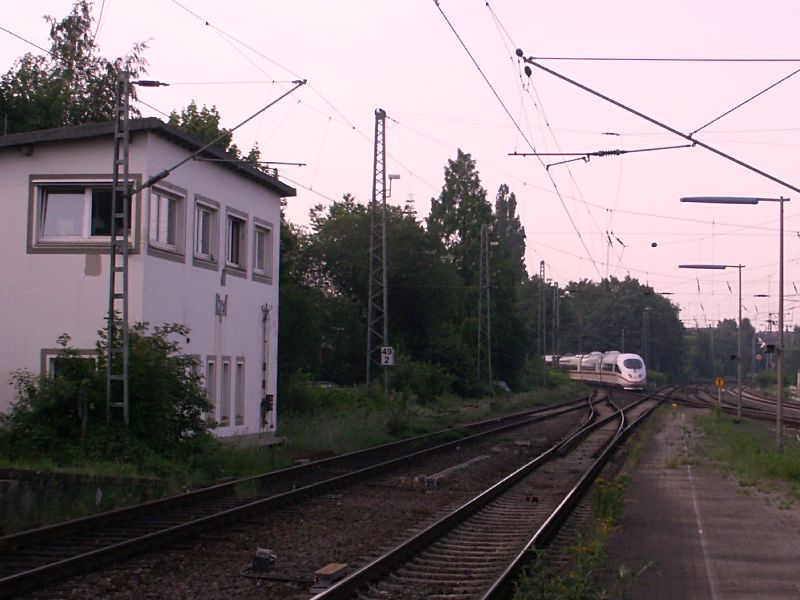
Ein umgeleiteter ICE bei der Ausfahrt aus Rheydt in Richtung Köln, links das Fahrdienstleiterstellwerk Rpf

Rheydt Hauptbahnhof ist der Name eines Bahnhofs im Mönchengladbacher Stadtteil Rheydt. Der Bahnhof ist ein Durchgangsbahnhof.  Mönchengladbach ist in Deutschland die einzige Stadt mit zwei Hauptbahnhöfen.

## Lage
Der Bahnhof befindet sich circa 300 Meter südlich des Marienplatz im Zentrum von Rheydt, an der Kreuzung der Bahnhofstraße mit den zum Rheydter Ring gehörenden Straßen Moses-Stern-Straße und Wilhelm-Schiffer-Straße. Er ist in Nord-Süd-Richtung ausgerichtet. Auf dem östlich des Bahnhofs gelegenen Bahnhofsvorplatz befindet sich eine Haltestellenanlage für Busse des ÖPNV. Westlich des Bahnhofs verläuft die Mittelstraße. Auf dieser Seite existiert eine weitere Haltestellenanlage, die bei Veranstaltungen im Nordpark genutzt wird.

## Infrastruktur

### Eisenbahnstrecken
Im Bereich des Rheydter Hauptbahnhofs zweigen in südliche Fahrtrichtung die Bahnstrecke Rheydt–Köln-Ehrenfeld und der Eiserne Rhein nach Dalheim von der Bahnstrecke Aachen–Mönchengladbach ab, die Richtung Norden weiter nach Mönchengladbach Hauptbahnhof führt.
Im südlichen Teil des Bahnhofs, dem Güterbahnhof, beginnt die Mönchengladbacher Güterumgehungsbahn, die in Viersen-Helenabrunn auf die Strecke von Mönchengladbach nach Duisburg trifft. Des Weiteren befindet sich im Güterbahnhof eine Abstellanlage für die Züge zum Prüfcenter Wegberg-Wildenrath.
Zwischen dem Abzweig der Güterumgehungsbahn und den Strecken nach Dalheim und Aachen befand sich bis zum Zweiten Weltkrieg noch ein Abzweig der Strecke nach Köln, für aus Richtung Aachen kommende Züge. Dieser führte über eine Rampe auf ein Überwerfungsbauwerk, mit dem die beiden anderen Strecken kreuzungsfrei überquert wurden. Anschließend folgte eine Brücke über die Wickrather Straße, bevor das Gleis auf die noch heute vorhandene Trasse zwischen dem Personenbahnhof und Odenkirchen einschwenkte.

### Empfangsgebäude und Bahnsteige
Das erste Empfangsgebäude des Bahnhofs wurde am 11. November 1852 gemeinsam mit dem Streckenabschnitt der Bahnstrecke Aachen–Mönchengladbach zwischen Herzogenrath und Rheydt eröffnet. Es befand sich im Bereich des heutigen Mittelbahnsteigs zwischen den Gleisen 2 und 3. Erweitert wurde der Bahnhof 1879 mit der Strecke nach Roermond. Der Bahnhof wurde im Zuge des Baus der Verbindungsstrecke zum Bahnhof Odenkirchen umfangreich umgebaut und erhielt ein neues Empfangsgebäude weiter östlich, das mit der neuen Strecke im Jahr 1907 in Betrieb genommen wurde. Das alte Empfangsgebäude blieb zunächst – nun in Insellage zwischen den Gleisen – erhalten und wurde erst 1978 abgerissen, um Platz für eine neue Bahnsteigüberdachung zu schaffen.
Im Zweiten Weltkrieg wurden die Bahnhofsanlagen massiv beschädigt, darunter auch das zweite Empfangsgebäude. Daher wurde ein neues Empfangsgebäude errichtet und am 6. Dezember 1952 eröffnet. In seinem Obergeschoss wurde von 1956 bis 2008 das Kino Universum mit zuletzt drei Sälen betrieben. Das Empfangsgebäude, mit der für einen Kinosaal charakteristisch fensterlosen Fassade, wurde Ende 2015 von der Entwicklungsgesellschaft der Stadt Mönchengladbach (EWMG) gekauft, die plant „das gesamte Gelände im Rahmen eines Wettbewerbsverfahrens zu veräußern und einer städtebaulich und konzeptionell gewollten Entwicklung zuzuführen.“ Zwischen Herbst 2021 und Mitte April 2022 wurde das Empfangsgebäude dafür abgerissen. Der Grundstein für das neue Bahnhofsgebäude wurde Ende August 2022 gelegt. Das neue Gebäude wurde am 29. August 2024 eröffnet.
Der Hauptbahnhof Rheydt hat vier Bahnsteiggleise:
- Gleis 1: Durchfahrende Güterzüge (das Gleis ist nur aus Richtung Köln zu erreichen), Bahnsteiglänge 232 m,
- Gleis 2: Züge in Richtung Mönchengladbach (außer: RB 34), Bahnsteiglänge 170,9 m,
- Gleis 3: alle Züge aus Mönchengladbach, Bahnsteiglänge 194 m,
- Gleis 4: RB 34 aus Dalheim, Ein-/Ausfahrt zum Rangierbahnhof, Fußballsonderzüge mit Umsteigemöglichkeit in die Shuttle-Busse zum Borussia-Park, Bahnsteiglänge 197,8 m.

Die Shuttle-Busse haben eine eigene Spur im Bereich des ehemaligen Gleises 5, das für die Bushaltestelle abgebaut wurde.
Nach der ursprünglichen Planung der Deutsche Bahn sollte der Umbau der Bahnsteige und Zuwege 1,8 Millionen Euro kosten und 2019 abgeschlossen sein. Der Mittelbahnsteig an den Gleisen 2 und 3 und der Bahnsteig an Gleis 4 sollten auf 220 Meter verlängert werden und auf dieser Länge durchgehend eine Höhe von 76 Zentimetern über Schienenoberkante aufweisen. Hintergrund dieser Maßnahme war die geplante Bedienung des heutigen Wupper-Express mit den Fahrzeugen des Rhein-Ruhr-Express (RRX).
Erste Bauarbeiten zur Bahnsteigverlängerung fanden ab dem 15. März 2019 statt und begannen an Gleis 3. Nach Abschluss dieses ersten Abschnittes Anfang April 2019 ruhten die Arbeiten bis Mai 2020. Die Verlängerung des zweiten Bahnsteigs wurde bis Juni 2021 abgeschlossen.
Die Planung sah ferner die Errichtung von Aufzügen zu den Bahnsteigen 2/3 und 4 sowie ein Blindenleitsystem vor, um Barrierefreiheit zu erreichen. Ein Aufzug zu Gleis 1 war hingegen nicht geplant. Des Weiteren sollen ein neues Wegeleitsystem und eine neue Bahnsteigausstattung mit Wetterschutzhäusern, Sitzgelegenheiten und heller Beleuchtung entstehen sowie der Bahnhof künftig mit Videokameras überwacht werden. Ab November 2021 bis Ende 2022 sollten die Aufzüge zu den Bahnsteigen 2 und 3/4 eingebaut werden. Dies musste verschoben werden, da die Strecke über Rheydt Hauptbahnhof als Umleitungsstrecke für gesperrte Bahnstrecken nach der Flutkatastrophe vom Juli 2021 benötigt wurde. Daher war eine Vollsperrung der Strecke, die für den Einbau der Aufzüge erforderlich wäre, nicht möglich. Ende Juli 2022 begannen dann die Erdarbeiten für die neuen Aufzüge, die zusammen mit dem Blindenleitsystem Ende August 2023 fertiggestellt waren. Die Gesamtkosten waren auf rund 3 Millionen Euro gestiegen.

### Betriebsanlagen
Zum Rheydter Hauptbahnhof gehörten bis 2007 noch zwei mechanische Stellwerke, die 1907 in Betrieb gingen, ein Fahrdienstleiterstellwerk (Rpf) und im Norden ein Wärterstellwerk (Rpn). Zum ehemaligen Güterbahnhof (Gbf) gehörten das Fahrdienstleiterstellwerk Rmf sowie die Wärterstellwerke Rn, Rs und R1. Diese steuerten bis 2007 die Weichen und Signale der Bahnhöfe, die bis dahin noch vollständig mit Formsignalen ausgerüstet waren. Zum Gbf gehörte auch ein Bahnbetriebswerk (Bw) für den Unterhalt der eingesetzten Triebfahrzeuge mit zwei Drehscheiben. Das Betriebswerk wurde 1975 geschlossen.
Der Bahnhof ist seit November 2007 an das elektronische Stellwerk Grevenbroich angeschlossen und die alten Formsignale wurden durch Ks-Signale ersetzt. Die Gebäude der mechanischen Stellwerke blieben erhalten, jedoch kam es am 25. Mai 2011 zu einem Brand im Stellwerk Rs und die Brandruine wurde noch im selben Jahr abgerissen.

## Bedienung

### Regionalverkehr
Im Schienenpersonennahverkehr verkehren in Rheydt folgende Linien:
| Linie | Linienname         | Linienverlauf | Takt                               | Betreiber        | Fahrzeuge       |
| ----- | ------------------ | --- | ---------------------------------- | ---------------- | --------------- |
| RE4   | Wupper-Express     | Aachen Hbf – Aachen Schanz – Aachen West – (Kohlscheid) – Herzogenrath – Übach-Palenberg – Geilenkirchen – Lindern – (Brachelen) – Hückelhoven-Baal – Erkelenz – (Herrath – Wickrath) – Rheydt Hbf – Mönchengladbach Hbf – (Korschenbroich – Kleinenbroich) – Neuss Hbf – Düsseldorf-Bilk – Düsseldorf Hbf – Wuppertal-Vohwinkel – Wuppertal Hbf – Wuppertal-Barmen – Wuppertal-Oberbarmen – Schwelm – Ennepetal (Gevelsberg) – Hagen Hbf – Wetter (Ruhr) – Witten Hbf – Dortmund Hbf                                                                | 60 (einzelne Züge)                 | National Express | 1462(Desiro HC) |
| RE8   | Rhein-Erft-Express | (Mönchengladbach Hbf – Rheydt Hbf – Rheydt-Odenkirchen – Hochneukirch – Jüchen – Grevenbroich) – Rommerskirchen – Stommeln – Pulheim – Köln-Ehrenfeld – Köln Hbf – Köln Messe/Deutz – Porz (Rhein) – Troisdorf – Friedrich Wilhelmshütte – Menden (Rheinl) – Bonn-Beuel – Bonn-Oberkassel – Niederdollendorf – Königswinter – Rhöndorf – Bad Honnef (Rhein) – Unkel – Linz (Rhein) – Bad Hönningen – Rheinbrohl – Neuwied – Urmitz Rheinbrücke – Koblenz-Lützel – Koblenz-Stadtmitte – Koblenz Hbf                                                   | 60 (Werktags)                      | DB Regio NRW     | 1440            |

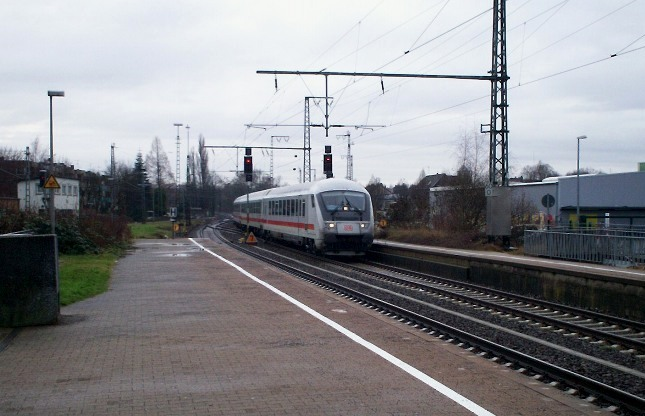
Der IC 1918 von Aachen nach Berlin Südkreuz erreicht Rheydt

| RB27  | Rhein-Erft-Bahn    | Mönchengladbach Hbf – Rheydt Hbf – Rheydt-Odenkirchen – Hochneukirch – Jüchen – Grevenbroich – Rommerskirchen – Stommeln – Pulheim – Köln-Ehrenfeld – Köln Hbf – Köln Messe/Deutz – Köln/Bonn Flughafen – Troisdorf – Friedrich Wilhelmshütte – Menden (Rheinl) – Bonn-Beuel – Bonn-Oberkassel – Niederdollendorf – Königswinter – Rhöndorf – Bad Honnef (Rhein) – Unkel – Erpel (Rhein) – Linz (Rhein) – Leubsdorf (Rhein) – Bad Hönningen – Rheinbrohl – Leutesdorf (Rhein) – Neuwied – Engers – Vallendar – Koblenz-Ehrenbreitstein – Koblenz Hbf | 60                                 | DB Regio NRW     | 425             |
| RB33  | Rhein-Niers-Bahn   | Aachen Hbf – Aachen Schanz – Aachen West – Kohlscheid – Herzogenrath – Übach-Palenberg – Geilenkirchen – Lindern – Brachelen – Hückelhoven-Baal – Erkelenz – Herrath – Wickrath – Rheydt Hbf – Mönchengladbach Hbf – Viersen – Anrath – Krefeld-Forsthaus – Krefeld Hbf – Krefeld-Oppum – Krefeld-Linn – Krefeld-Uerdingen – Krefeld-Hohenbudberg Chempark – Rheinhausen – Rheinhausen-Ost – Duisburg-Hochfeld Süd – Duisburg Hbf – Mülheim(Ruhr)-Styrum – Mülheim (Ruhr) Hbf – Essen-West – Essen Hbf – Essen-Steele                                | 60                                 | DB Regio NRW     | 1440            |
| RB34  | Schwalm-Nette-Bahn | Mönchengladbach Hbf – Rheydt Hbf – Mönchengladbach-Rheindahlen – Mönchengladbach-Genhausen – Wegberg – Wegberg-Arsbeck – Wegberg-Dalheim | 60 (120) Wochenenden und Feiertags | Vias Rail        | 622             |

### Fernverkehr
Seit dem Fahrplanwechsel im Dezember 2020 wird der Rheydter Hauptbahnhof nahezu täglich auch von einem ICE-Zugpaar zwischen Berlin Ostbahnhof und Aachen bedient und erhielt damit erstmals einen regelmäßigen ICE-Verkehr:
| Linie  | Zugnummer | Linienverlauf | Verkehrstage                     | Fahrzeuge                  |
| ------ | --------- | --- | -------------------------------- | -------------------------- |
| ICE 10 | ICE 846   | Berlin Ostbahnhof – Berlin Hbf – Berlin-Spandau – Wolfsburg Hbf – Hannover Hbf – Bielefeld Hbf – Hamm(Westfalen)Hbf – Dortmund Hbf – Bochum Hbf – Essen Hbf – Duisburg Hbf – Düsseldorf Hbf – Neuss Hbf – Mönchengladbach Hbf – Rheydt Hbf – Erkelenz – Geilenkirchen – Aachen Hbf                     | So                               | ICE 2, siebenteilige ICE 4 |
| ICE 14 | ICE 1545  | Aachen Hbf – Herzogenrath – Geilenkirchen – Erkelenz – Rheydt Hbf – Mönchengladbach Hbf – Viersen – Krefeld Hbf – Duisburg Hbf – Essen Hbf – Bochum Hbf – Dortmund Hbf – Hamm(Westfalen)Hbf – Gütersloh Hbf – Bielefeld Hbf – Herford – Hannover Hbf – Berlin-Spandau – Berlin Hbf – Berlin Ostbahnhof | Mo–Sa                            | ICE T                      |
| ICE 14 | ICE 757   | Aachen Hbf – Herzogenrath – Geilenkirchen – Erkelenz – Rheydt Hbf – Mönchengladbach Hbf – Viersen – Krefeld Hbf – Duisburg Hbf – Essen Hbf – Bochum Hbf – Dortmund Hbf – Hamm(Westfalen)Hbf – Gütersloh Hbf – Bielefeld Hbf – Herford – Hannover Hbf – Berlin-Spandau – Berlin Hbf – Berlin Ostbahnhof | Täglich                          | ICE T                      |
| ICE 14 | ICE 1544  | Berlin Ostbahnhof – Berlin Hbf – Berlin-Spandau – Hannover Hbf – Herford – Bielefeld Hbf – Gütersloh Hbf – Hamm(Westfalen)Hbf – Dortmund Hbf – Bochum Hbf – Essen Hbf – Duisburg Hbf – Krefeld Hbf – Viersen – Mönchengladbach Hbf – Rheydt Hbf – Erkelenz – Geilenkirchen – Herzogenrath – Aachen Hbf | Freitags, Sonntags und Feiertags | ICE T                      |

### Busanbindung
Sowohl vom Marienplatz als auch vom Bahnhofsvorplatz besteht Anschluss an zahlreiche Buslinien der NEW mobil und aktiv Mönchengladbach in andere Stadtteile und ins Umland (u. a. nach Korschenbroich, Viersen, Grefrath und Jüchen):
Stadtbuslinien:
| Linie | Linienverlauf | Takt | Verkehrsgesellschaft                | Busse       |
| ----- | --- | --- | ----------------------------------- | ----------- |
| 001   | Eicken – Kükelstraße – Kaiser-Friedrich-Halle – Bismarktplatz – Hermges – Hochschule – Marienplatz – Rheydt Hbf – Theater – Mülfort – Burgmühle – Odenkirchen – Clemens-August-Straße | 20 | NEW mobil und aktiv Mönchengladbach | Gelenkbusse |
| 002   | Bettrath – Am Hommelsbach – Kükelstraße – Eicken Markt – Mönchengladbach Hbf – Bismarktplatz – Hermges – Hochschule – Marienplatz – Rheydt Hbf – Theater – Mülfort – Burgmühle – Güdderath – Nievelsteinstraße – (Güdderath – Rostocker Straße-/-Jüchen – Regiopark)                                                               | 20 10(Rheydt Hbf – Mönchengladbach Hbf) 10 HVZ(Mönchengladbach Hbf – Nievelsteinstraße) NVZ: Nivelsteinstraße – Rostocker Straße HVZ: Nievelsteinstraße – Regiopark | NEW mobil und aktiv Mönchengladbach | Gelenkbusse |
| 006   | Mönchengladbach Hbf – Vitusbad – Hardterbroich Markt – Rheinstraße – Geneicken Bahnhof – Rathaus Rheydt – Marienplatz – Rheydt Hbf – Reststrauch – Wickrath Markt – Wickrathberg Kirche – Wanlo Kirche – Wanlo Markt | 20 | NEW mobil und aktiv Mönchengladbach | Solobusse   |
| 008   | (Nordpark Busbahnhof – Moosheide – Venn Kirche) – Venn – Breiter Graben – Wasserturm – Krankenhaus Bethesda – <Alter Markt-/-Stadtverwaltung> – Mönchengladbach Hbf – Vitusbad – Hardterbroich Markt – Bonnenbroich Sparkasse – Geneicken Bahnhof – Rathaus Rheydt – Marienplatz – Rheydt Hbf                                      | 20 40 NVZ(Nordpark – Breiter Graben) 20 HVZ(Nordpark – Breiter Graben)                                                                                              | NEW mobil und aktiv Mönchengladbach | Solobusse   |
| 014   | Nordpark Busbahnhof – Ohler – Marienplatz – Rheydt Hbf – Geistenbeck Sparkasse – Giesenkirchner Straße – Giesenkirchen – Konstantinplatz | 40 | NEW mobil und aktiv Mönchengladbach | Solobusse   |
| 016   | Korschenbroich Bahnhof – Schloss Rheydt – Bonnenbroich Sparkasse – Am Gerstacker – Kabelwerk – Amtsgericht – Hugo-Junkers Gymnasium – Rheydt Markt – Rathaus Rheydt – Marienplatz – Rheydt Hbf – Reststrauch – Adolf-Kempken-Weg – Wickrath Bahnhof – Wickrath Markt – (Buchholz – Buchholz Wendeplatz-/-Wickathberg – Im Schlaun) | 20 | NEW mobil und aktiv Mönchengladbach | Solobusse   |
| 020   | Giesenkirchen – Tackhüüte – Meerkamp Kirche – Am Sternenfeld – Altmülfort – Keplerstraße – <Reitbahnstraße-/-Theater> – Rheydt Hbf>-/-<Marienplatz – <Rheydt Hbf – Schmölderpark – Reststrauch – Geistenbeck Sparkasse – Odenkirchen Bahnhof – Burgmühle – Sasserath – Mongshof – Güdderath – Rostocker Straße                     | 40 | NEW mobil und aktiv Mönchengladbach | Solobusse   |
| 022   | Giesenkirchen – Tackhütte – Meerkamp Kirche – Am Sternenfeld – Altmülfort – Keplerstraße – Gracht – <Marienplatz-/-Rheydt Hbf> – <Rheydt Hbf-/-Marienplatz> – Schmölderpark – Reststrauch – Geistenbeck Sparkasse – Odenkirchen Bahnhof – Burgmühle – Laurituskirche – Odenkirchen – Burgbongert                                   | 40 | NEW mobil und aktiv Mönchengladbach | Solobusse   |
| 024   | Pongs – Pongs Mitte – Watelerstraße Friedhof – Akazienstraße – Marienplatz – Rheydt Hbf | 40 | NEW mobil und aktiv Mönchengladbach | Solobusse   |

Nicht alle Zwischenhalte sind hier beschrieben!
Schnellbuslinien:
| Linie | Linienverlauf | Takt | Verkehrsgesellschaft                | Busse     |
| ----- | --- | ---- | ----------------------------------- | --------- |
| SB1   | Neuwerk – Liebfrauenstraße – Neuwerk Markt – Polizeipräsidium – Am Baumhof – Tonderner Straße – Zeppelinstraße – Voltastraße – Mönchengladbach Hbf – Bismarckplatz – Hermges – Hochschule – Marienplatz – Rheydt Hbf – Reststrauch – Am Ringhofen – Wickrath Markt – Schlossbad Niederrhein – (Jüchen, Regiopark) | 30   | NEW mobil und aktiv Mönchengladbach | Solobusse |

## Namensgebung
Ein Kuriosum ist der Umstand, dass der Rheydter Hauptbahnhof der zweite Mönchengladbacher Hauptbahnhof ist. Nachdem die selbständige Stadt Rheydt bei der Gebietsreform 1975 nach 1929 zum zweiten Mal mit der Stadt Mönchengladbach vereinigt wurde, benannte die Deutsche Bundesbahn den Bahnhof nicht um. Mönchengladbach ist seitdem die einzige Stadt mit zwei Bahnhöfen, die als Hauptbahnhof bezeichnet werden.
Im Januar 2008 war eine mögliche Umbenennung in der Diskussion. Die Deutsche Bahn, das Verkehrsministerium des Landes Nordrhein-Westfalen und der Verkehrsverbund Rhein-Ruhr, in dessen Tarifbereich sich der Bahnhof befindet, wollten den Namen an die seit 1975 herrschenden politischen Gegebenheiten anpassen und ihn – den bei der Deutschen Bahn üblichen Konventionen entsprechend – in Mönchengladbach-Rheydt umbenennen. Dies führte zu Protesten aus Politik und Bevölkerung, wo man mit dem Namen Hauptbahnhof einen gehobeneren Status verband und befürchtete, dass nach einer vermeintlichen Herabstufung durch die Umbenennung dringend notwendige Investitionen zur Renovierung des Empfangsgebäudes und der Zugangsanlagen unterbleiben sowie zukünftig Gleise abgebaut und Verbindungen abgeschafft würden. Auch der besondere Status von Rheydt mit einem eigenen Hauptbahnhof sowie der Stadt Mönchengladbach als einziger Stadt mit zwei Hauptbahnhöfen, sollte nach dem Willen einiger Bürger erhalten bleiben. Daraufhin sicherte Nordrhein-Westfalens damaliger Verkehrsminister Oliver Wittke zu, dass der Bahnhof weiterhin Hauptbahnhof im Namen tragen werde. Der Stadtrat hatte bis zum 28. Februar 2008 die Möglichkeit, auf die Vorschläge des VRR zu antworten. Der Name bleibt zunächst weiter bei Rheydt Hauptbahnhof. 2016 gab es Planungen, den Bahnhof in Mönchengladbach-Rheydt Hauptbahnhof umzubenennen.